# Eumolpianus cyrturus
Eumolpianus cyrturus är en loppart som först beskrevs av Jordan 1929.  Eumolpianus cyrturus ingår i släktet Eumolpianus och familjen fågelloppor. Inga underarter finns listade i Catalogue of Life.